# Qian Jiarui
Dans ce nom chinois, le nom de famille, Qian, précède le nom personnel Jiarui.
Qian Jiarui (en chinois : 錢家瑞), née le 30 mai 1992 à Taizhou, est une escrimeuse chinoise pratiquant le sabre, double championne d'Asie par équipes et vice-championne d'Asie en individuel.

## Palmarès
- Championnats d'Asie d'escrime
  -  Médaille d'or par équipes aux championnats d'Asie d'escrime 2019 à Tokyo
  -  Médaille d'or par équipes aux championnats d'Asie d'escrime 2018 à Bangkok
  -  Médaille d'or par équipes aux championnats d'Asie d'escrime 2016 à Wuxi
  -  Médaille d'argent aux championnats d'Asie d'escrime 2018 à Bangkok
  -  Médaille d'argent par équipes aux championnats d'Asie d'escrime 2015 à Singapour

## Classement en fin de saison
| Année | 2013 | 2014 | 2015 | 2016 | 2017 | 2018 | 2019 |
| ----- | ---- | ---- | ---- | ---- | ---- | ---- | ---- |
| Rang  | 83   | 123  | 25   | 29   | 229  | 18   | 12   |